# Seleção Cubana de Handebol Masculino
A Seleção Cubana de Handebol Masculino é a representante de Cuba nas competições oficiais internacionais de Andebol. Para tal ela é regida pela Federação Cubana de Handebol, que é filiada à Federação Internacional de Andebol desde 1974.

## Títulos
- Campeonato Pan-Americano (8): 1979, 1981, 1983, 1985, 1989, 1994, 1996 e 1998
- Jogos Pan-Americanos (3): 1991, 1995 e 1999